# Quercus oxyodon
Quercus oxyodon är en bokväxtart som beskrevs av Friedrich Anton Wilhelm Miquel. Quercus oxyodon ingår i släktet ekar, och familjen bokväxter. Inga underarter finns listade.